# دورون لمب
دورون لمب (انگلیسی: Doron Lamb؛ زادهٔ ۶ نوامبر ۱۹۹۱) بازیکن بسکتبال اهل ایالات متحده آمریکا است.
از باشگاه‌هایی که در آن بازی کرده‌است می‌توان به بسکتبال مردان کنتاکی وایلدکتز، میلواکی باکس، و اورلندو مجیک اشاره کرد.